# Benz Patent-Motorwagen Ideal

Benz Patent-Motorwagen Ideal — вдосконалена модель автомобіля Benz Velo.

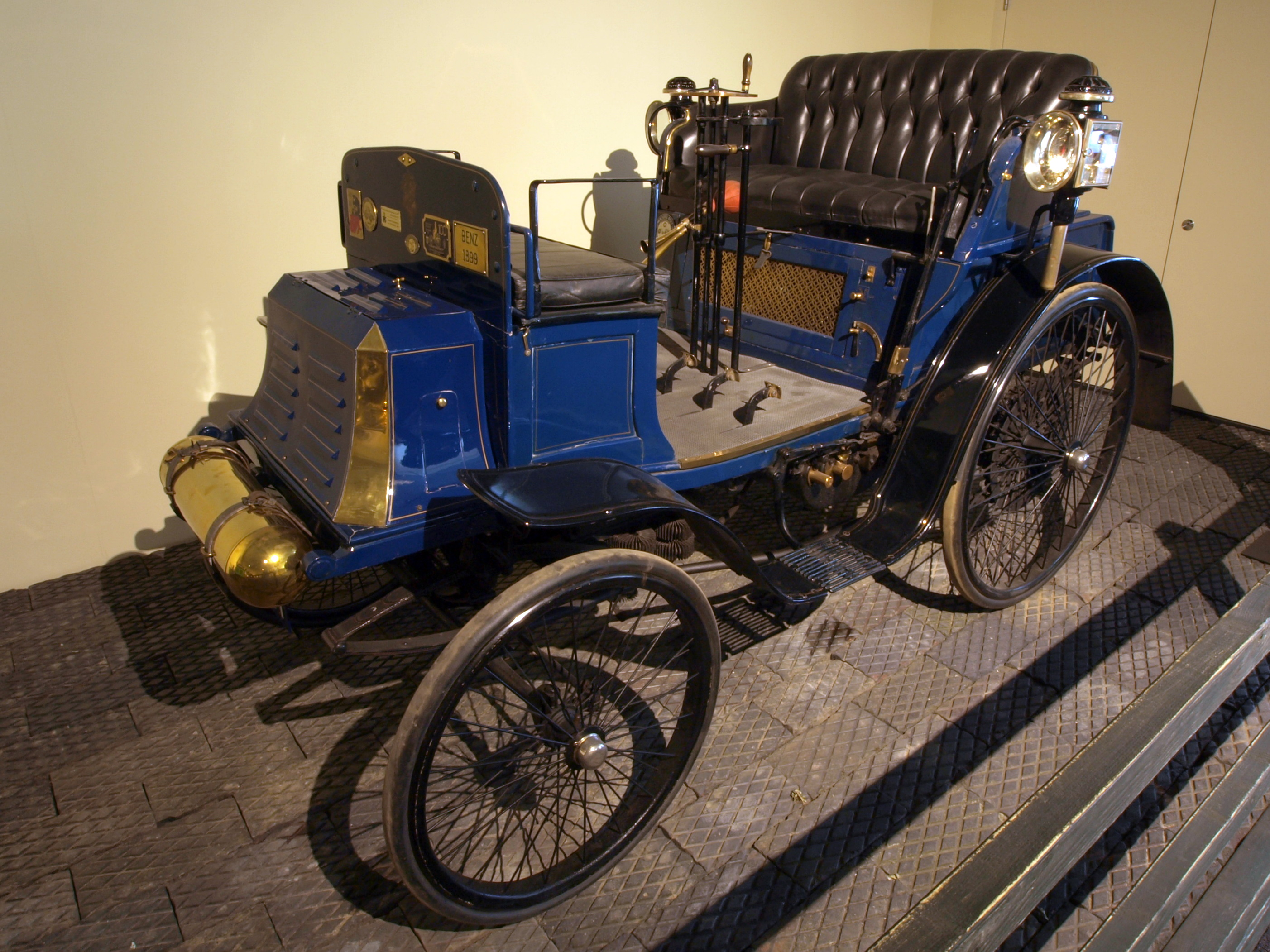
1899 Benz Patent-Motorwagen Ideal

На цьому автомобілі з 1902 з'явився перший двоциліндровий опозитний двигун 1,7, потужністю 8 к.с.